# 三河屋製麺

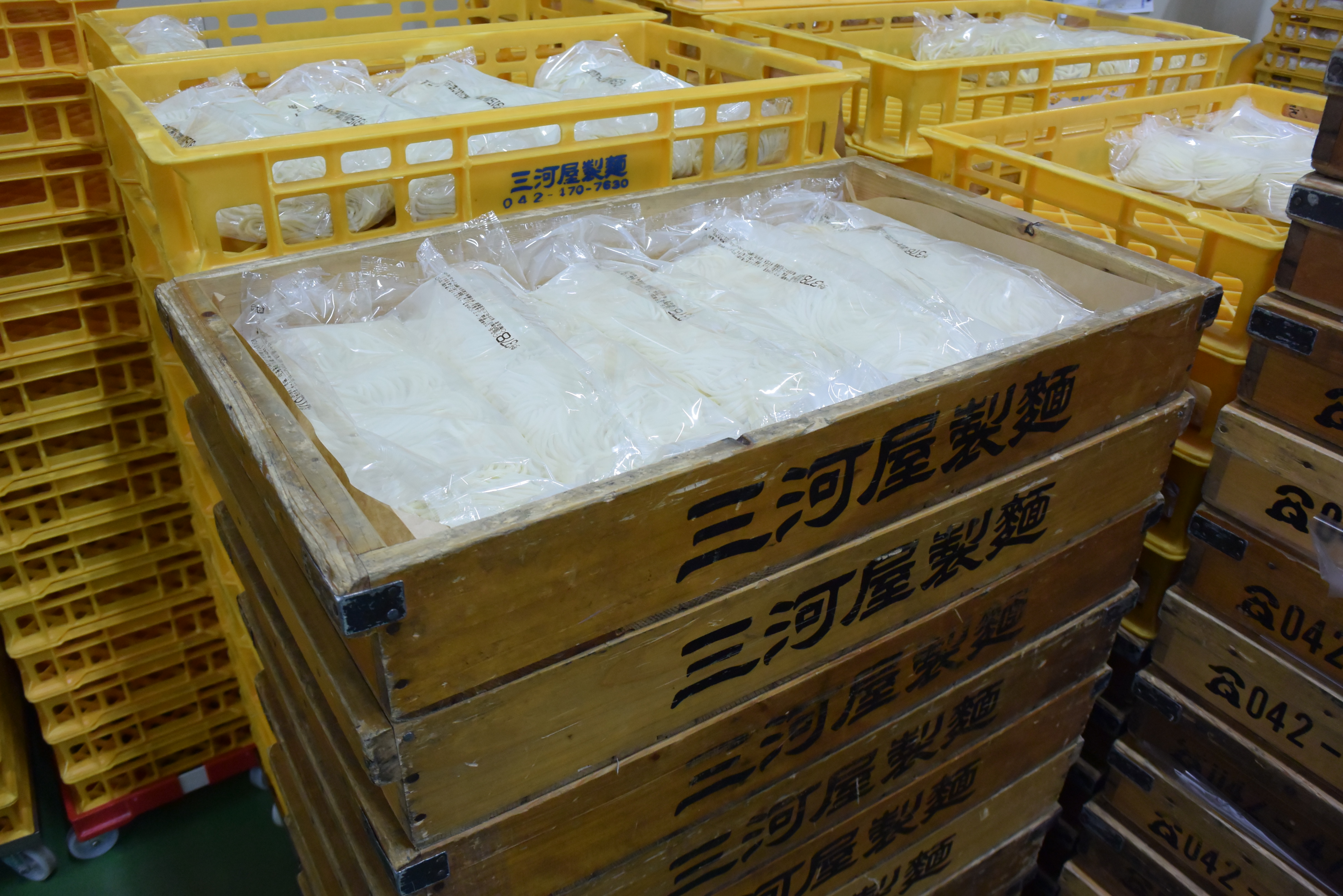
三河屋製麺・製麺商品（MLBにて撮影）

株式会社三河屋製麺（みかわやせいめん）は、東京都東久留米市八幡町に本社を構える業務用生中華麺の製造を専門とする製麺会社。工場が2ヶ所、配送センターが1ヶ所あり、生産能力は1日10万食:62、北海道から沖縄まで約1,000軒:62に卸している。1961年創業。代表取締役は宮内厳。

## 沿革
- 1961年（昭和36年）
  - - 保谷市（現在、西東京市）で創業[5]。
- 1965年（昭和40年）
  - 10月 - 有限会社「三河屋製麺所」を設立[4]。
- 2001年（平成13年）
  - 7月 - 株式会社化に伴って社名を「三河屋製麺」に変更[4]。
- 2003年（平成15年）
  - 4月 - 製麺ラインを整備・拡充するために本社と工場を東久留米市八幡町1丁目に移転[5]。
- 2008年（平成20年）
  - 12月 - 本社の近くで第2工場の稼働を開始[2][6]。
- 2011年（平成23年）
  - 12月 - 「三河屋製麺」を商標登録する[注 1]。
- 2013年（平成25年）
  - 1月 - 本社工場を移転[4]。
- 2018年（平成30年）
  - 6月 - 食品の安全に関する国際標準規格「ISO22000」を取得[7][注 2]。
  - 12月 - 台湾の新北市で台湾工場の稼働を開始[4]。
- 2019年（令和元年）
  - 9月 - 東久留米市八幡町2丁目で物流ベースの「MLB」（MikawayaSeimen Logistics Base）の稼働を開始[8]。

## 特徴

### 中華麺一本に絞る
- 元々はうどんや日本そばなど全般的に麺を作っていた[5]。しかし、うどんや日本そばの専門店は自家製麺の場合が多く需要がない。スーパーなどに卸しても大手との価格競争に勝てない。一方、ラーメン店は多くが仕入れた麺を使っている[9][2][6]。そこで、将来を見据えて宮内が社長になった2000年頃から[注 3]生中華麺[12]:77一本に絞る[4]。

### 求められる麺を追求
- 宮内は、取引先を開拓すべくひたすら店を訪ねて歩いたが、当初は知名度がなく、アイテム（製品）も少ないため門前払いばかり[2][6]。それでも吉祥寺のあるラーメン店の店主[13]:31の感想[14]:149をヒントに小麦やかんすいの種類、塩や水の配合を変え、何度も違う麺を作り直し、足繁く通った[4]。「職人のこだわり」に寄り添うこと[15][10][14]:162、「（麺は）スープとの相性」が大切であること[16]:2[17]:86を実感した出来事であった[18][2][6]。

- これを切っ掛けに中華麺では後発であるが、その不利な条件を克服し、取引先を開拓[注 4]していくため「オーダーメイドの麺」「特注麺」を作るという方策[20]を取るようになった[5]。店主の話に真摯に耳を傾け、その要望に可能な限り応えるというスタイル[15][10]は積み重ねることで徐々に評価されるようになる[注 5][8][14][5]。

- 1999年に知人の紹介で「支那そばや」（横浜市戸塚区）の創業者である佐野実と出会う[18]。同店は自家製麺[24][17]を使用していたが、2000年の「新横浜ラーメン博物館」に出店の際[11]、佐野から「その店には麺を卸して欲しい」との依頼を受け[10][18]、取引を行った。1年後、その店との取引はなくなったが、佐野が取引先を紹介してくれたり、「ラーメンの鬼[25][26][27]が三河屋製麺の麺を使用していた」ということが広まったりしたことで、取引先が増えていった[18]。現在は、新旧・ジャンルを問わず、数多の老舗や実力店（TRYラーメン大賞[注 6]受賞店[28][29]やミシュランガイド掲載店[30][31][29]など）[32]に供給している。メディアで取引先が取り上げられる中で、三河屋製麺製の麺を使用している旨も紹介され、その機会が増えることにより、三河屋製麺の名が全国へ広く認知[33][34][10]されるようになった[5]。

### ブレない麺を毎日作る
- 中華麺は、同じ原料を使い、同じ作業工程を踏んだとしても、小麦粉の状態や天候などの微妙な変化で仕上がりが大きく左右される（「麺は生きもの」[20]:36）[17]。それをいかにコントロールし、決められた麺を安定供給できるかが重要である[14][5]。宮内は、それを実現するため、工場内の環境を整え[2][6]、安定した麺（「安定した品質」[14]:162）を作ることに注力している[35][4]。

- 2018年6月に食品の安全に関する国際標準規格「ISO22000」[7]を取得。美味しさだけではなく、安心で「高い安全性」[14]:162にも配慮した製品作りにも努めている[4]。

### 宮内厳について
- 宮内は東京都東久留米市出身[13][36]。高等専門学校を卒業後、日立製作所に就職し、官公庁向けソフトウェアの開発などに携わる。1993年に父親が社長を務めていた三河屋製麺所に入社[13]。2000年から社長を務める[13][36][4]。

## メディア
- 2013年3月 - ヒットの秘密BIZ[37]

- 2019年1月 - ソノサキ[38]

- 2019年4月 - 1億人の大質問!?笑ってコラえて![18][39]

- 2020年8月 - 伯山カレンの反省だ!![40]

- 2020年9月 - 林修のニッポンドリル[41]

- 2020年11月 - 鬼旨ラーメンGP秋[42]